# ヨーロッパ・パーク
ヨーロッパ・パーク（Europa-Park）は、ドイツ・バーデン＝ヴュルテンベルク州ルストにあるドイツ最大のテーマパーク。1975年にオープンし、2019年には580万人が訪れ、ヨーロッパではディズニーランド・パリに次いで2番目に来場者が多いテーマパークとなっている。

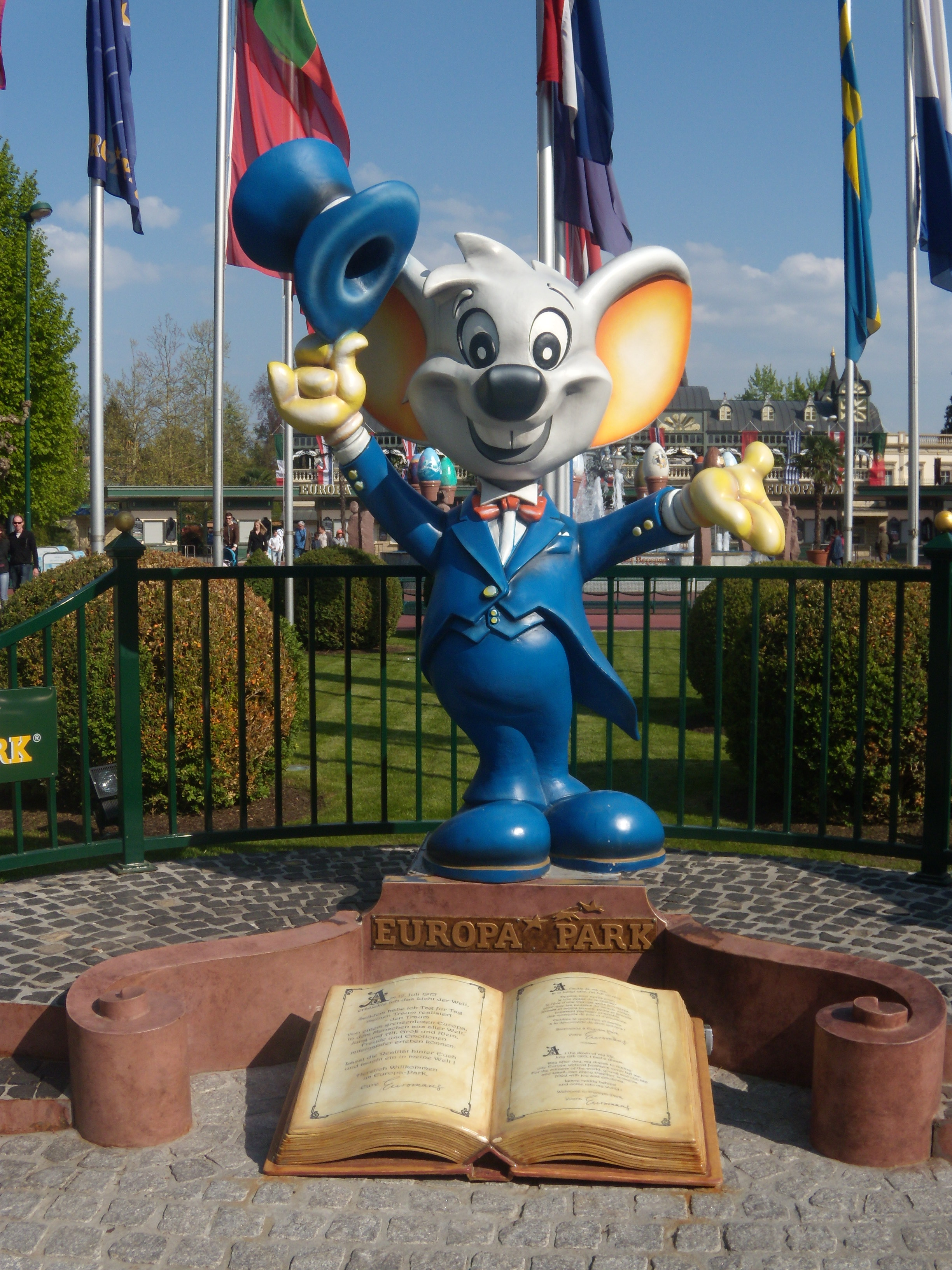
マスコットのエド・ユーロマウス

## アトラクション
ヨーロッパの国々の名前が付けられた15か所のエリアと、アドベンチャーワールドなどを含むその他3エリアを合わせた計18か所のエリアから構成される。

### エンチャンテッド・フォレスト
- ドワーフ・シティ
- ヘンゼルとグレーテルの家
- グリム・ライブラリー
3Dでインタラクティブな体験が楽しめる.
- 眠れる森の美女の城
- 魔女の家
- 水力発電所

### ミニモイの王国
- アーサー
映画『アーサーとミニモイの不思議な国』をテーマにしたアトラクション。

### アドベンチャー・ランド
- ジャングル・ラフツ
- アフリカン・クイーン 
蒸気船で一周する

### アイルランド - チルドレンズ・ワールド
- ジャイアント・スライド・ラビリンス
- バイキング・ボートライド
- バイキング・シップ
- ディノ・メリーゴーランド
- 灯台
- 屋外子供劇場

### ドイツ
- エルフ・ライド
- ビンテージカー
- パノラマ・トレイン 
他のエリアにも駅がある
- ヨーロッパ・パーク・エクスプレス 
モノレールタイプのアトラクション。ギリシャ、スペイン、ホテル・リゾートにも駅がある
- バルタザール城
- 城の庭園
- 踊る噴水
- オールド99
- パペット・ボートライド
- アンティーク・ライド
- ハロー/グッドバイ・ユーロマウス
- 黒い森の家
- フランツ・マック像
ヨーロッパ・パークを設立し、2010年に死去した。

### イギリス
- シルバーストーン・レーストラック
- ブリティッシュ・カルーセル
- クレイジー・タクシー
- ロンドンバス
- フットボール・アリーナ
- サッカー・スクーター
- クイーンズ・ダイヤモンド
- ヨーロッパ・パークの歴史
- 歴史ミュージアム
- モノレール
名前の通り、モノレールタイプのアトラクション。アイスランドにも駅がある。
- パラノマ・トレイン
- グローブ・シアター
- フード・ループ

### フランス

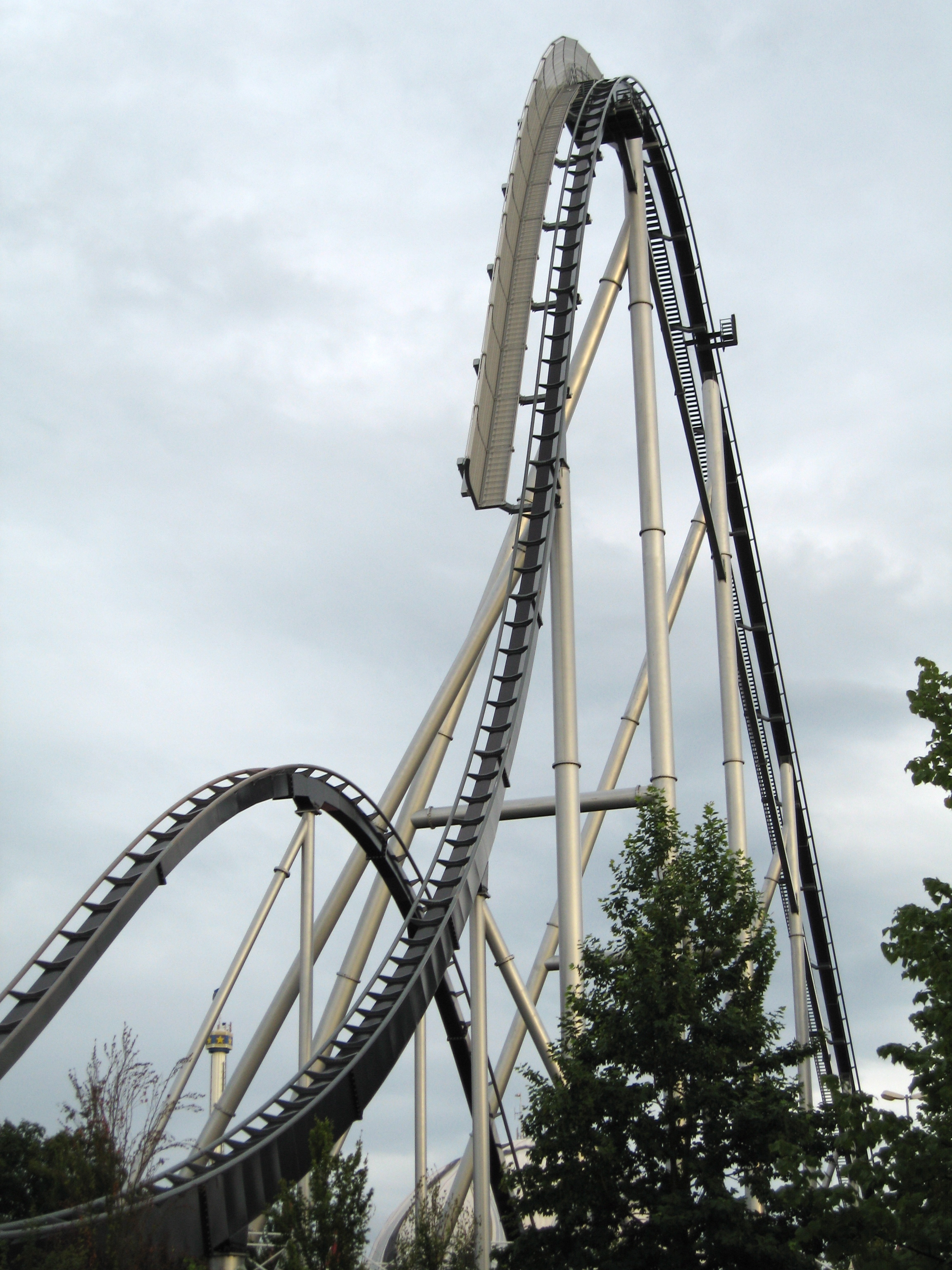
シルバースター

- シルバースター
時速130km。ブルーファイヤーと並び、パークの目玉アトラクション。
- ユーロ・サット カンカンコースター
ムーランルージュをテーマに2018年にリニューアル。内容は「スペースマウンテン」に似ているローラーコースタータイプのアトラクション。
- ユニバース・オブ・エナジー
- ユーロタワー
- マジック・シネマ
- 屋外ステージ

### イタリア
- ピッコロ・モンド
- ガイスターシュロス
「ホーンテッドマンション」に似ているダークライドタイプのアトラクション。
- ヴォラ・デ・ヴィンチ
- ベニスのカーニバル
- 屋外ステージ

### スペイン
- コロンバス・ティンギー
- フェリア・スウィング
- アドベンチャー・プレイグラウンド
- パラノマ・トレイン
- ヨーロッパ・パーク・エクスプレス
- フラメンコ・ステージ

### ロシア

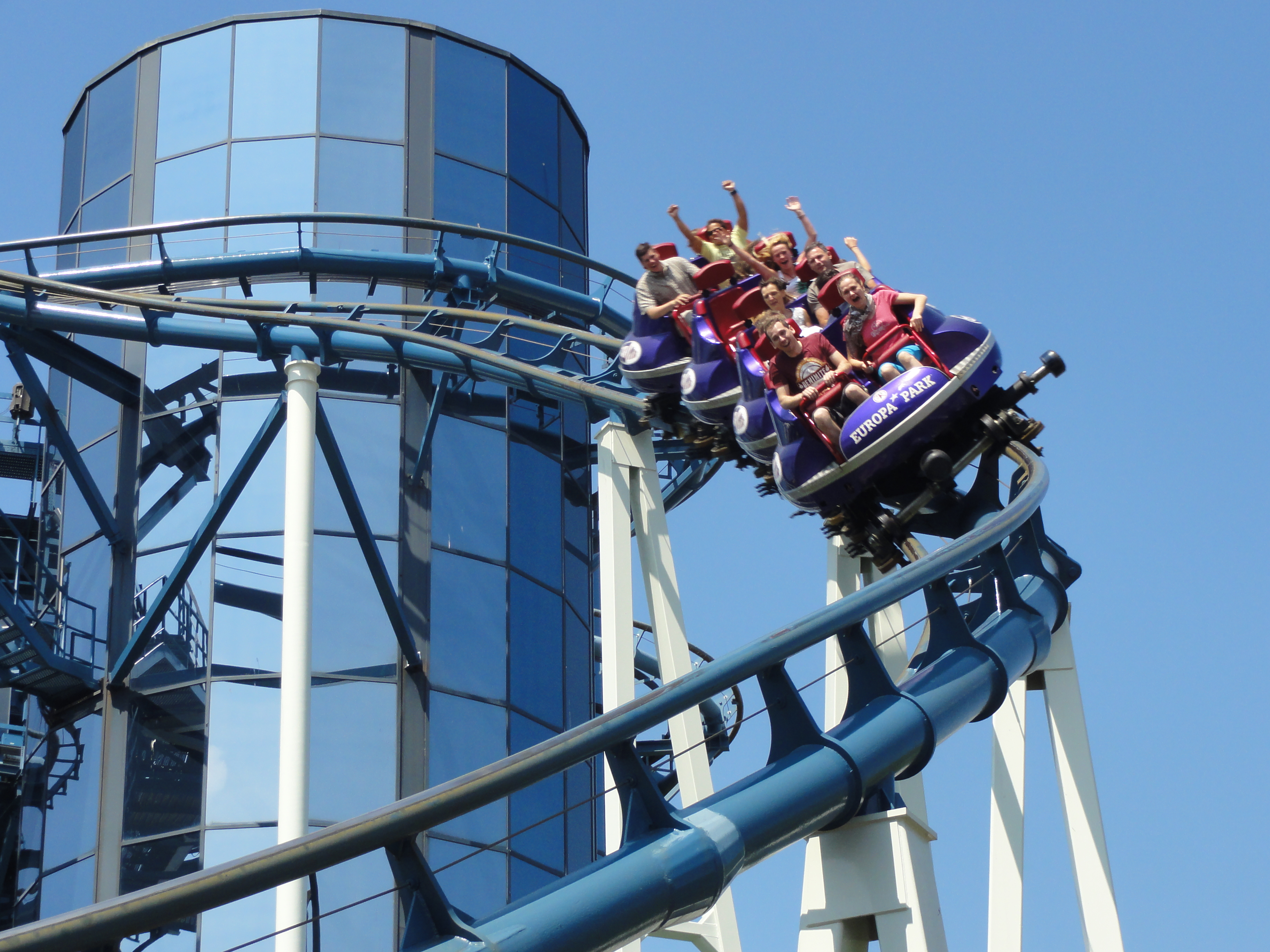
ユーロ・ミール

- ユーロ・ミール
- ミール宇宙ステーション
- 電波望遠鏡
- 屋外人形劇場

### スカンジナビア
- フィヨルド・ラフティング
- 沈む町「ヴィネタ」
- ヴィンドジャマー
- ロッキング・ブリッジ
- ケーブル・フェリー
- ノルウェージャン・スティーブ・チャーチ
- アンデルセンのおとぎ話タワー
- フィッシング・ヴィレッジ

### ポルトガル

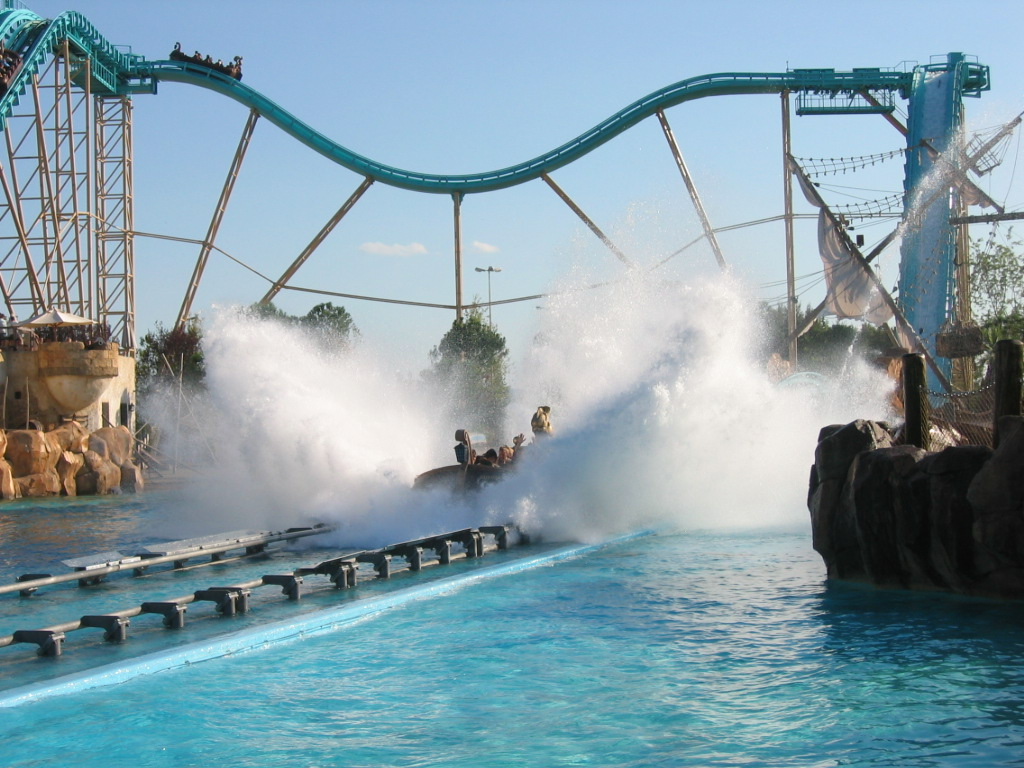
アトランティカ・スーパースプラッシュ

- アトランティカ・スーパースプラッシュ
- カサ・ダ・アドベンチャー
- アトランティカ・シャワー
- サンタマリアン

### オランダ
- バタヴィアの海賊
「カリブの海賊」に似ているボートタイプのアトラクション。
- レッドバロン
- ピーターパン
- ボールプール
- 風車
- チルドレンズ・シアター

### スイス

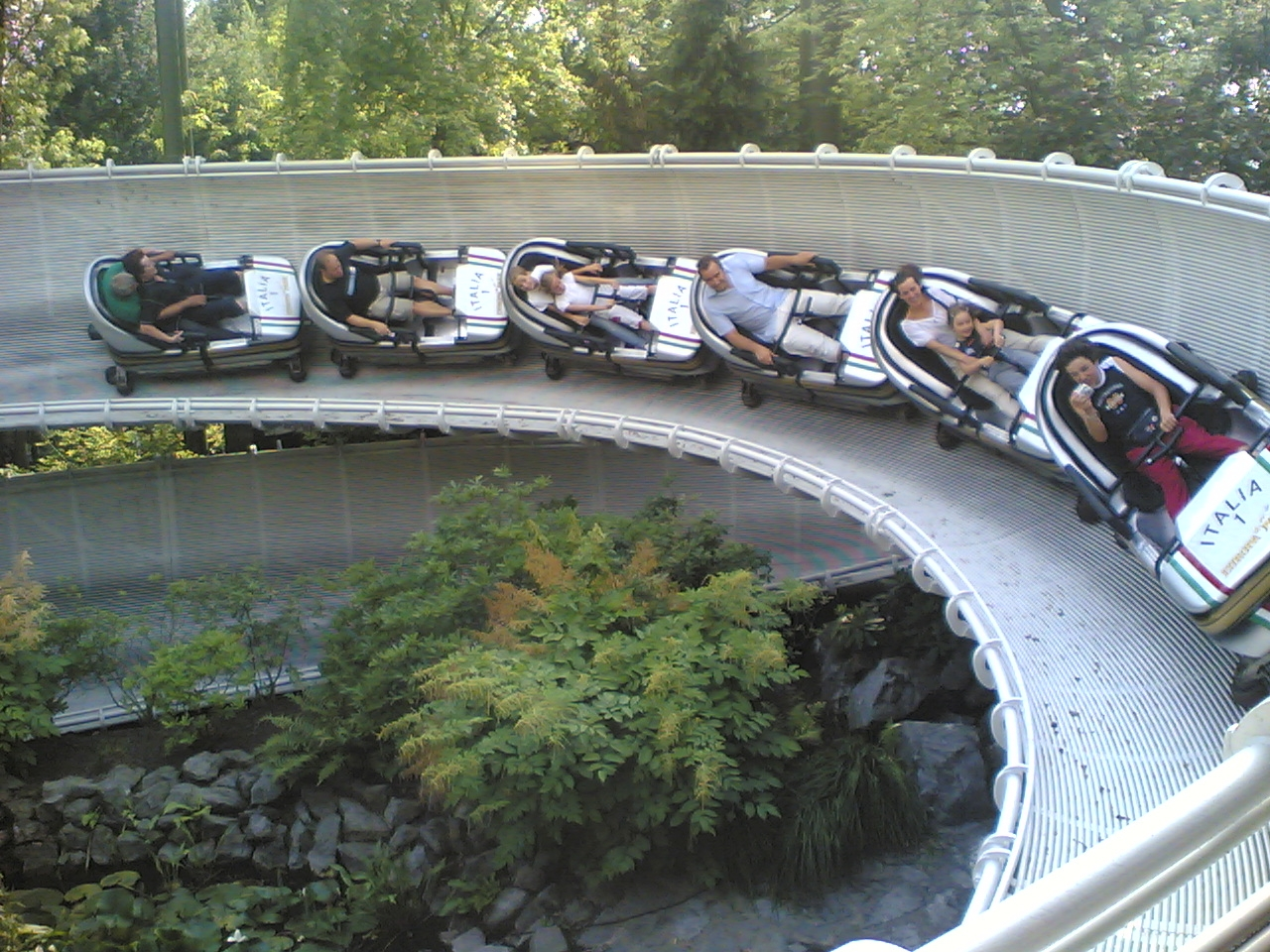
スイス・ボブ・ラン

- マッターホルン・ブリッツ
- スイス・ボブ・ラン

### ギリシャ
- カサンドラズ・コース
- ペガサス
- ポセイドン
- アトランティス・アドベンチャー
- ミコノスのギリシャ村
- イカロスのフライト
- ヨーロッパ・パーク・エクスプレス
- アイスアリーナ

### オーストリア
- アルペン・エクスプレス
- ビエナ・ウェーブ・スウィンガー
- チロル・ログ・フルーム
- マジック・ワールド・オブ・ダイヤモンド

### アイスランド
- ブルーファイア
- ウッダン・ティンバー・コースター

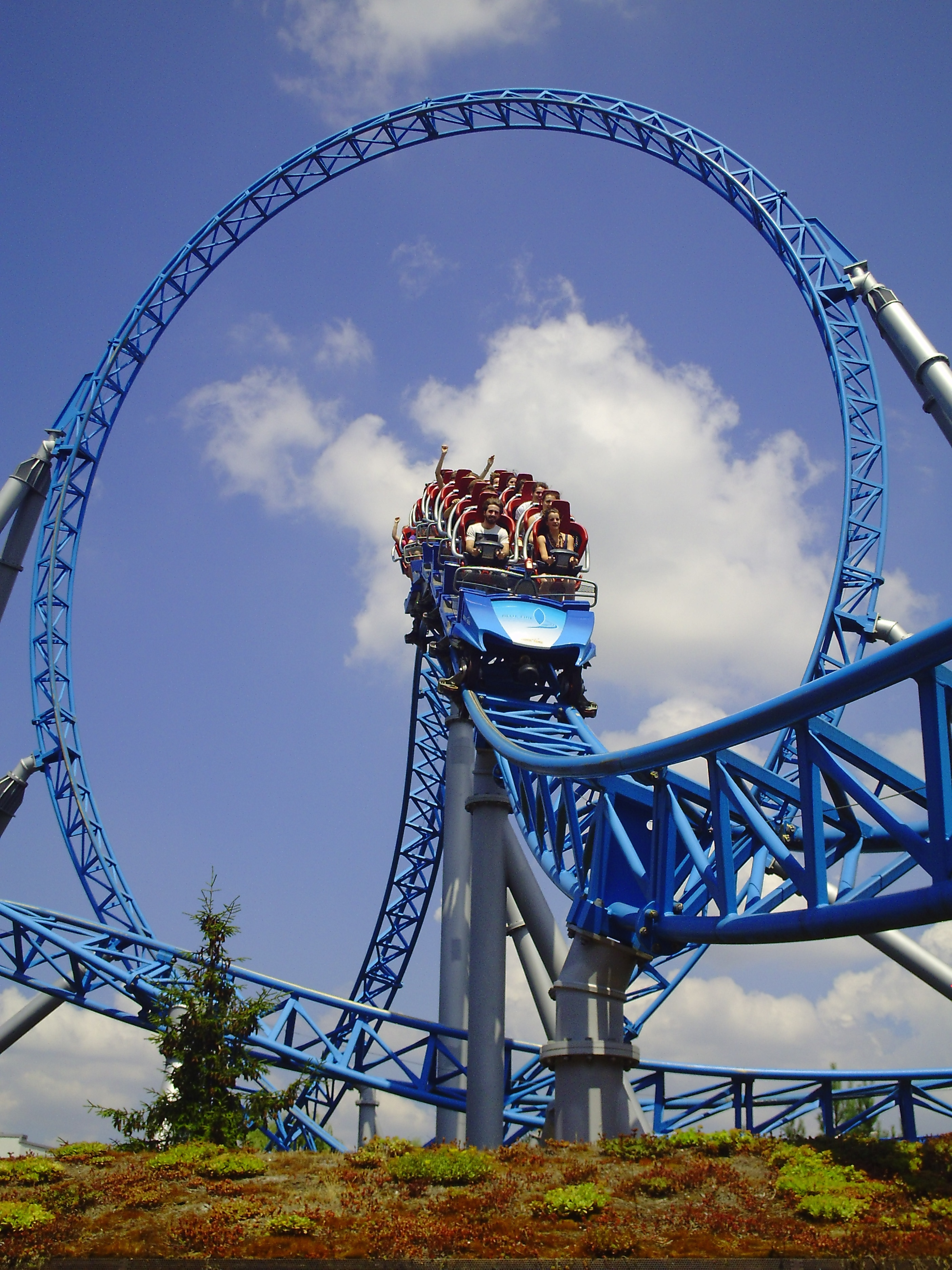
ブルーファイア

- ホエール・アドベンチャー・スプラッシュ・ツアー
- ガズプロム・ホール
名前の通り、ロシアのガス会社「ガズプロム」が提供している。
- バイキング・ヴィレッジ
- リッティル・アイランド
- モノレール
- アイスランド・ミュージアム
- アイスランディック・ヴィレッジ

### ヨーロッパ・パーク・リゾート
- ホテル・コロッセオ
- ホテル・サンタイザベル
- ホテル・エル・アンダルス
- ホテル・ベルロック

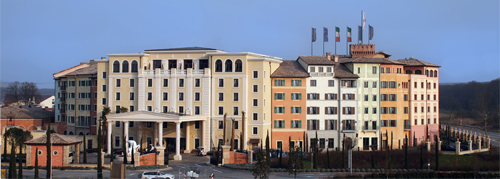
ホテル・コロッセオ

- ヨーロッパ・パーク・キャンプ・リゾート・アンド・ティピ・ヴィレッジ